# Pico de Madrès
El Pic de Madrès es una montaña de los Pirineos franceses, en la región de Languedoc-Roussillon muy próximo a la del Ariège. 
Es el pico más alto del departamento francés del Aude.